# Alberto Valenzuela Llanos
Ramón Alberto Valenzuela Llanos (San Fernando, 29 de agosto de 1869-Santiago, 23 de julio de 1925) fue un pintor chileno, uno de los llamados cuatro grandes maestros de la pintura chilena, junto con Pedro Lira, Juan Francisco González y Alfredo Valenzuela Puelma. Paisajista, se estima su legado en más de mil cuadros. Sus obras cumbres son las montañas nevadas, los valles y las vistas de París. Sus pinturas, de grandes dimensiones y colores pasivos y relajantes, son el reflejo de las corrientes impresionistas que comenzaron a impregnarse dentro del ámbito pictórico chileno. Recibió un amplio reconocimiento internacional, llegando a convertirse en uno de los artistas chilenos más premiados en el extranjero.
Valenzuela Llanos fue discípulo de Cosme San Martín y de Juan Mochi, ambos directores de la Academia de Pintura. Fue Mochi quien más influyó en el pintor y entre sus maestros destaca también el pintor romántico Onofre Jarpa. En honor a sus méritos, el gobierno francés le nombró caballero de la Legión de Honor en 1923 y fue elegido miembro de la Sociedad de Artistas Franceses en 1924, un año antes de su muerte.

## Biografía

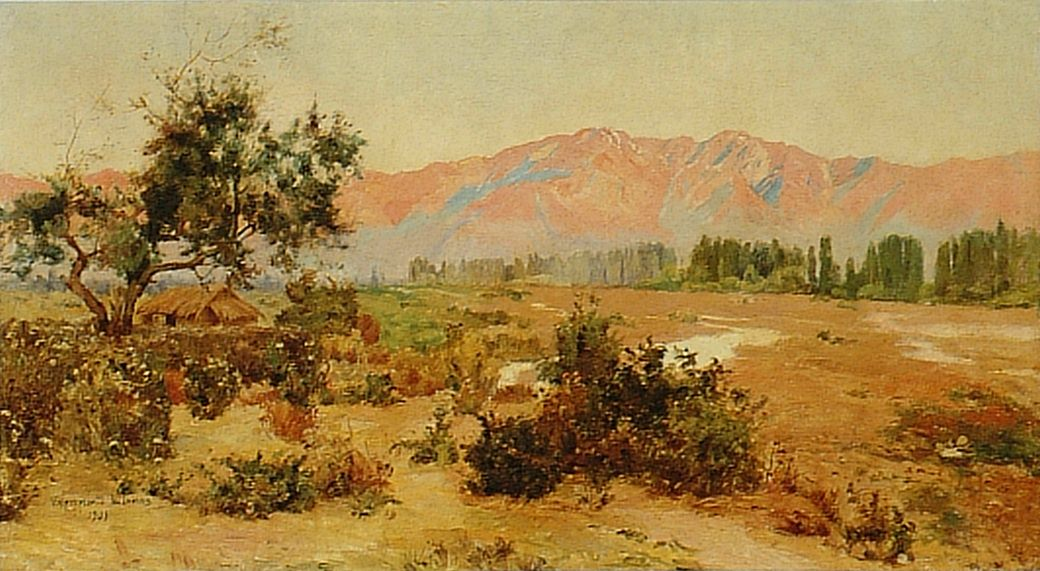
Paisaje de cordillera

Alberto Valenzuela Llanos nació en la provincia de Colchagua, en la ciudad de San Fernando. Sus padres, Ricardo Valenzuela y Florencia Llanos Lira, eran primos que pertenecían a una familia de larga de tradición de militares y terratenientes, donde la endogamia era común. No existe registro que explicite el por qué de su familia fue cayendo poco a poco en la pobreza. En su juventud estuvo desde siempre interesado en la naturaleza, disfrutaba pasear por los campos y admirar el paisaje campestre. Practicaba garabateando árboles y colores y era reconocido como respetuoso y caballero.

Comenzó a estudiar en la escuela pública del sector y luego lo colocaron en el Liceo Neandro Schilling San Fernando. Como la situación económica era mala para la familia, el joven decidió dedicar su tiempo libre a trabajar en una textilería local. Después de un día de poco movimiento comercial, se puso a garabatear lirios en las telas y el dueño, al ver el resultado, molesto pero impresionado, mostró las telas ya arruinadas al padre del futuro pintor. 

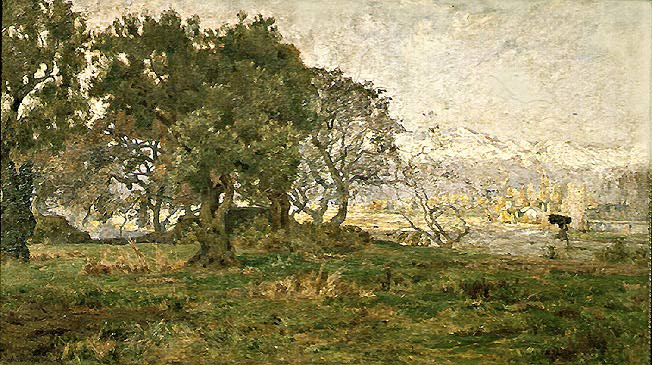
Paisaje Lo Contador.

Viendo la calidad de las imágenes, decidió que su hijo había nacido para ser artista y logró que su hermano recibiera al joven en Santiago para que pudiera estudiar simultáneamente en el Instituto Nacional y en la Academia de Pintura. Por suerte para el pintor, el nuevo director de la academia de Bellas Artes era el italiano Juan Mochi, quien, al contrario de los antiguos directores de la Academia, se preocupaba de que sus discípulos pudieran desarrollar una técnica propia y no le importaba que sus alumnos siguieran caminos artísticos no convencionales. Así Valenzuela Llanos no tuvo problema para consagrarse al paisajismo. 

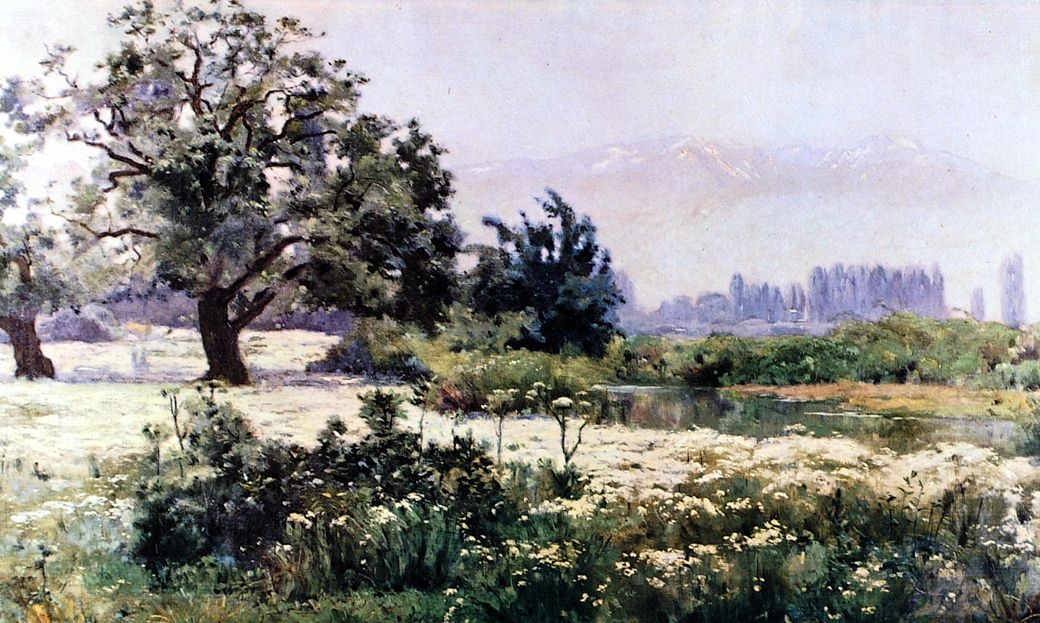
Paisaje con manzanillas

Sus paisajes son de textura rosada, de colores verdosos, tenues y sencillos, sus obras acerca de la primavera son nota fiel de la belleza matutina. Lo que impresiona es la monumentalidad de sus cuadros, muy por sobre el promedio de sus tiempos. Sus problemas económicos de alguna manera lo condicionaron a crear muchas pinturas en poco tiempo, por lo que su arte terminó siendo ampliamente distribuido dentro de Chile. Gustaba retratar los paisajes cotidianos de la capital, comenzó con Lo Contador, Algarrobo, el Cajón del Maipo. Contador fue lo que más disfrutaba pintar (ahora ubicada en Pedro de Valdivia Norte).  

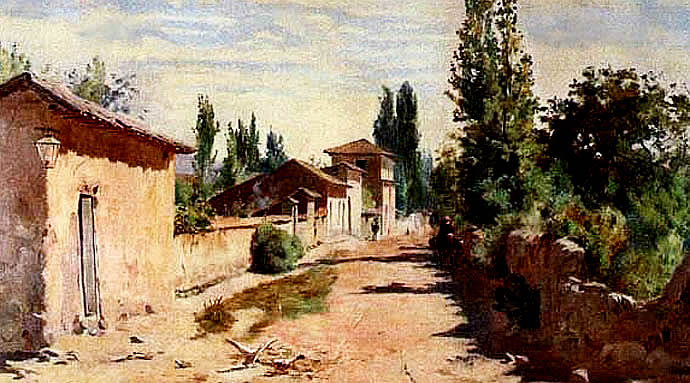
Calle antigua en Limache

En cuanto a su personalidad, fue calmada y serena. Su principal placer era el óleo y disfrutó simplificando los territorios nacionales. No se sintió nunca influido por el ambiente bohemio de la época, se mantenía más bien alejado del conflicto político, preocupado más por el bienestar de sus padres y hermanos y amigos en su ciudad natal, así, cada vez que tenía la oportunidad, tomaba ferrocarril para viajar a Colchagua a visitar a sus familiares. 

Su pintura fue evolucionado rápidamente gracias a la tutela de Mochi, comenzó a ocupar cada vez más el boceto previo a la pintura, a trazar diseños y manejo del óleo especializado, pero, lo más importante, es que el pintor logró desarrollar un estilo propio, personal, exclusivo producto del esfuerzo y la necesidad. Esto le valió luego reconocimientos tempranos, ya en 1889 logró llegar al Salón Oficial de Santiago, donde al año siguiente recibió medalla de bronce. También en 1890 uno de sus cuadros es presentado en el Salón de París, cosa que pocos artistas latinoamericanos de la época pueden jactarse. En 1891 uno de sus cuadros ganó medalla en una exposición en Estados Unidos y el gobierno le otorga una beca para ir estudiar a la capital francesa a cambio de algunos años de enseñanza en Bellas Artes. 

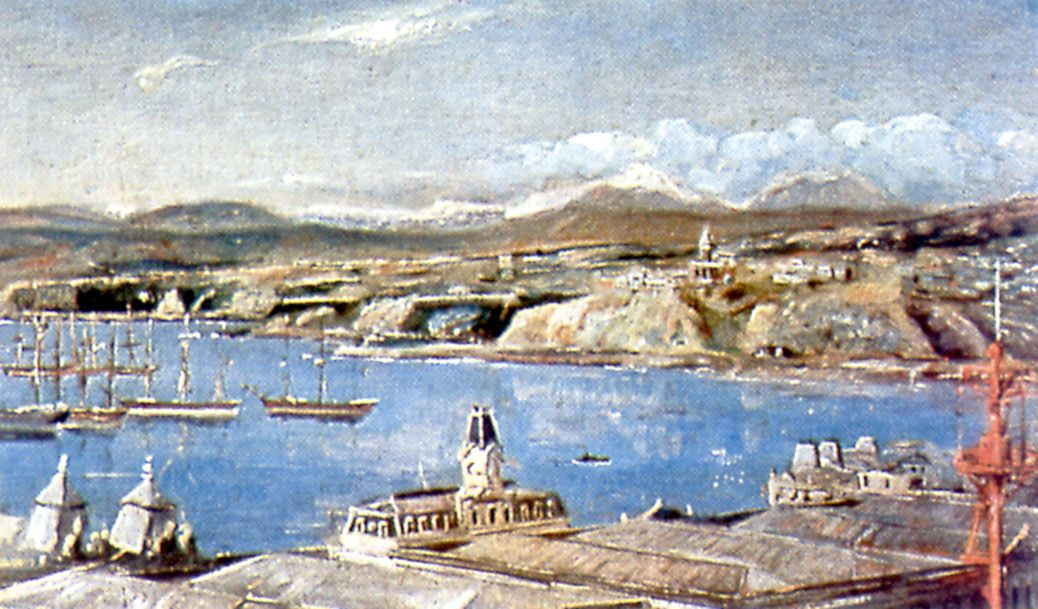
Valparaíso en 1895

En Francia estudió con Jean-Paul Laurens, que había sido maestro de otros pintores chilenos de importancia como Alberto Orrego Luco y Alfredo Valenzuela Puelma, en la Académie Julian. Aquí el maestro se interiorizó con el ambiente del impresionismo y el expresionismo. Durante este periodo el pintor entra en un éxtasis compositivo y genera múltiples obras del París matutino. Sus esfuerzos le dieron 18 votos en el Salón de París para ganar la primera medalla en 1913. 
Regresó a Chile al conocer la situación de su padre enfermo aunque lamentablemente no llegó a tiempo. Gracias al apoyo del gobierno, entre 1901 y 1906, Valenzuela Llanos estuvo en un permanente ir y venir a Europa, continente en el que recorrió países como España, Italia e Inglaterra. 
En 1916 retornó a su país de manera definitiva y fue contratado para impartir clases de dibujo en el Liceo Miguel Luis Amunátegui de Santiago. En 1910 contrajo matrimonio con Julia Montero, una joven alumna. Poco después sucedió a Fernando Álvarez de Sotomayor como profesor titular de Pintura en la Escuela de Bellas Artes por un par de años. 
Su manera de enseñar estimulaba a sus alumnos de la misma manera en que él había aprendido, con autonomía. Instaba a sus discípulos a recorrer Santiago a visitar los sitos emblemáticos. Sus alumnos lo estimaban mucho a pesar de que muy pocos lograron aprovechar el talento de su profesor. Falleció en Santiago el 23 de julio de 1925. 
La mayoría de sus pinturas se encuentran en colecciones privadas, pero tienen obras famosas suyas el Museo Nacional de Bellas Artes, el Banco Central de Chile, la Pinacoteca de Concepción, el Museo Histórico O'Higginiano en Talca y el Museo Municipal de Bellas Artes de Valparaíso.
El cuadro Arbustos en flor (Arbrisseaux en fleurs en francés), fue adquirida por el gobierno galo en 1924 para el parisino musée du Luxembourg, de donde pasó al Jeu de Paume; desde 1980 se encuentra en el de Orsay.

## Premios y reconocimientos

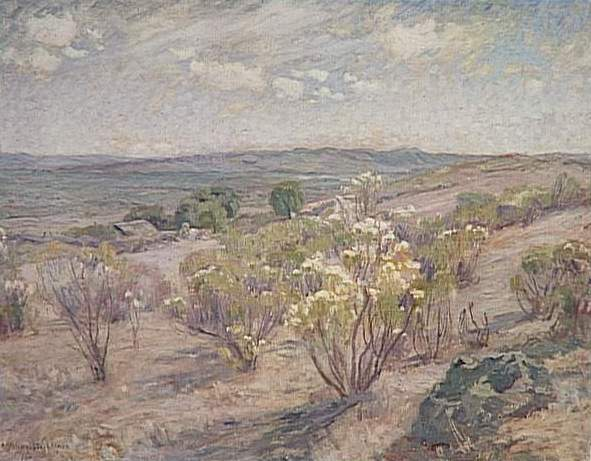
Arbrisseaux en fleurs comprado en 1924 por el gobierno francés.

- 1894 - Premio Certamen Edwards, Exposición Nacional Artística, Santiago, Chile.
- 1895 - Premio General Marcos Maturana, Exposición Nacional Artística, Santiago, Chile.
- 1895 - Medalla de Primera Clase en Paisaje, Exposición Nacional Artística, Santiago, Chile.
- 1896 - Premio General Maturana, Exposición Nacional Artística, Santiago, Chile.
- 1897 - Premio Certamen Edwards, Exposición Nacional Artística, Santiago, Chile.
- 1900 - Premio Certamen Edwards, Salón Oficial, Santiago, Chile.
- 1901 - Mención Honrosa, Exposición de Buffalo, Estados Unidos.
- 1903 - Medalla de Honor, Salón Oficial, Santiago, Chile.
- 1904 - Premio General Marcos Maturana, Salón Oficial, Santiago, Chile.
- 1910 - Medalla de Oro, Exposición Internacional de Santiago, Museo Nacional de Bellas Artes, Santiago, Chile.
- 1910 - Medalla de Plata, Exposición de Buenos Aires, Argentina.
- 1912 - Premio General Marcos Maturana, Salón Oficial, Santiago, Chile.
- 1912 - Medalla de la Sociedad de Artistas Franceses, Salón de París, Francia.
- 1913 - Segunda Medalla, Salón de París, Francia.
- 1914 - Premio de Honor Certamen Edwards, Salón Oficial, Santiago, Chile.
- 1920 - Oficial de Instrucción Pública, otorgada por el Gobierno Francés.
- 1923 - Cruz de Caballero de la Legión de Honor otorgada por el Gobierno Francés en honor a sus méritos.
- 1924 - Nombrado Miembro de la Sociedad de Artistas Franceses.

## Obras

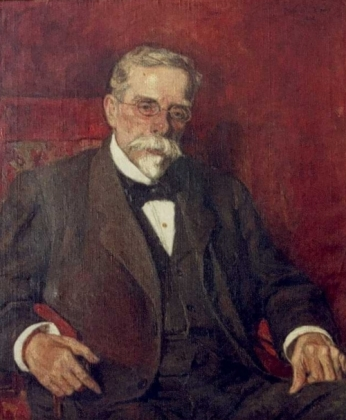
Retrato del general Jorge Wood
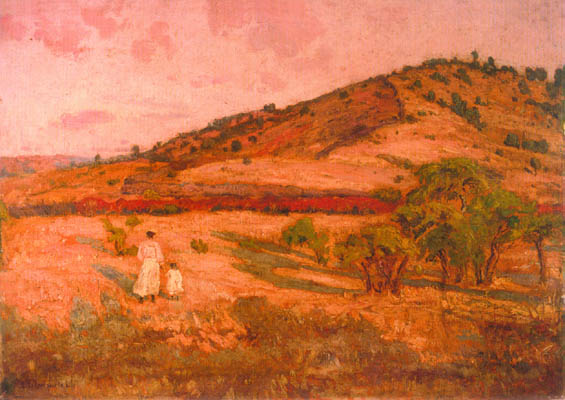
Paisaje de Lolol
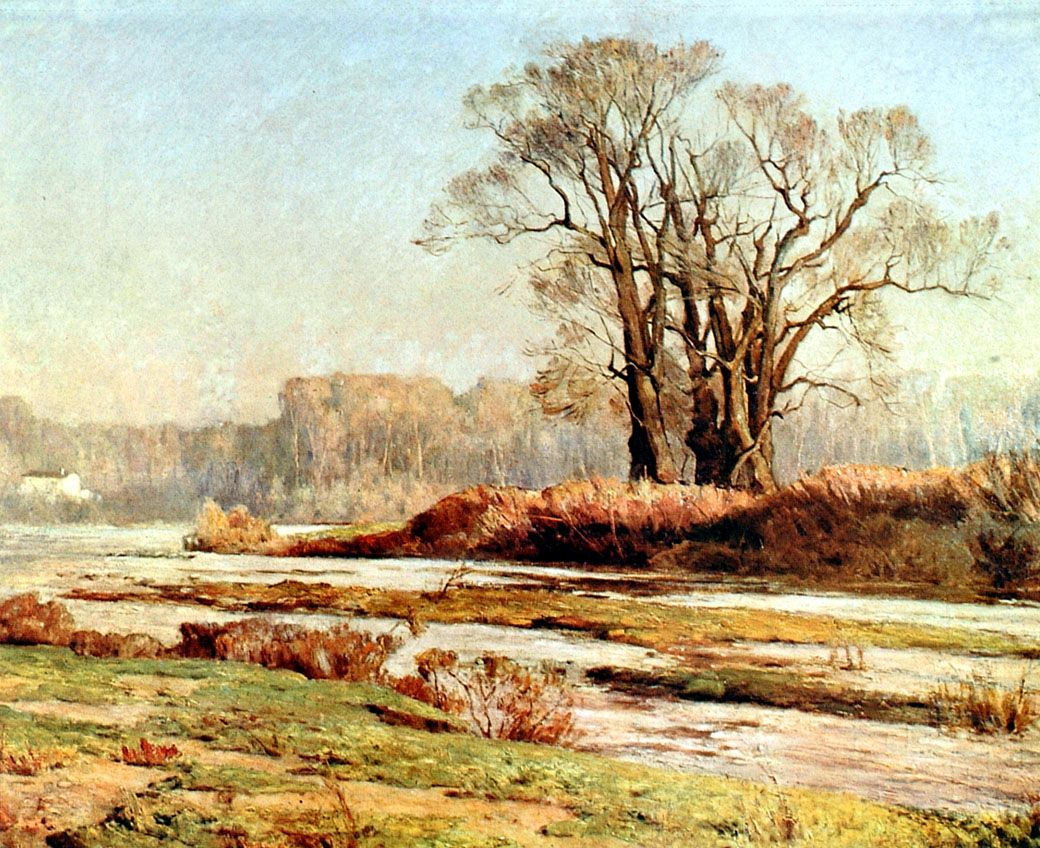
Riberas del Mapocho
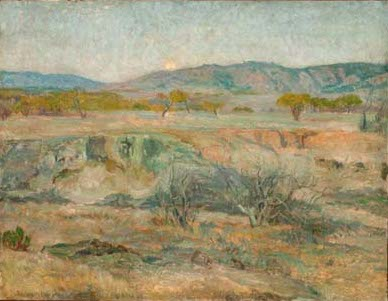
Campo agreste
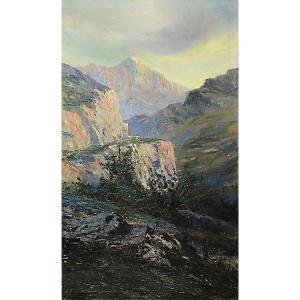
Paisaje de cordillera
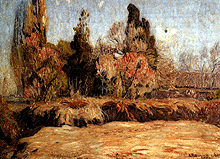
Paisaje de campo
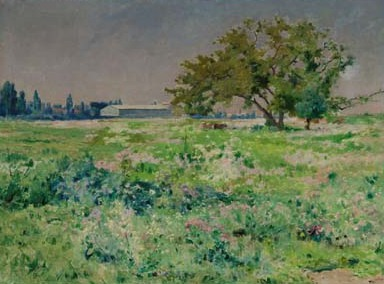
Naturaleza en flor
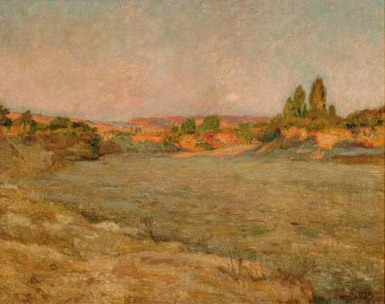
Paisaje 1918
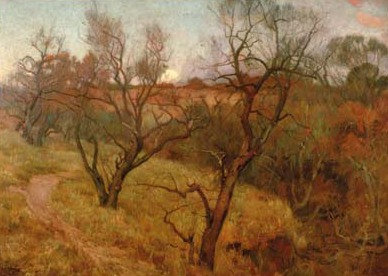
Salida de la luna en la quebrada
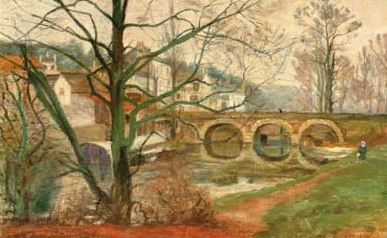
Puente de Charenton
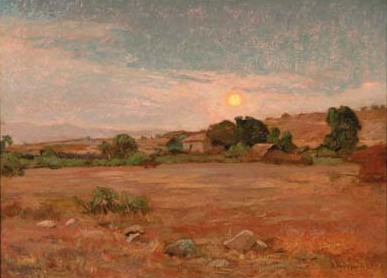
Puesta de sol
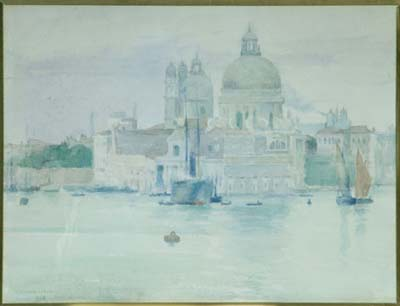
Venecia, gran canal
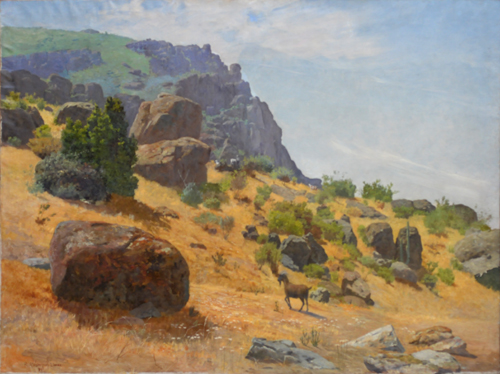
Quebrada de los loros